# Czarny świt (film 1997)
Czarny świt (tytuł oryg. Black Dawn, tytuł video Good Cop, Bad Cop) – amerykański film sensacyjny z roku 1997 z Lorenzo Lamasem, gwiazdorem kina akcji, obsadzonym w roli głównej.

## Opis fabuły
Trzej meksykańscy gangsterzy dokonują napadu na posiadłość w Santa Fe, w której odbywa się przyjęcie. Mordują znanego polityka, imieniem Rosario – przeciwnika mafii, a następnie porywają bankiera Roberta Mainwaringa, gospodarza domu. Jego kapryśna żona, Constance, udaje się do byłego policjanta Jake'a Kilkanina – słynącego z kontrowersyjnych metod działania – i prosi go o pomoc. Para wspólnie wybiera się do Meksyku, gdzie odkrywa, że Rosario współpracował z mafią.

## Obsada
- Lorenzo Lamas – Jake Kilkanin
- Lobo Sebastian – Pablo Lozano
- Catherine Lazo – Constance Mainwaring
- Ryan MacDonald – Robert Mainwaring
- Patrick St. Esprit – kapitan McNichols
- Tony Colitti – Ramon Rodriguez
- George "Buck" Flower – pijak